# Alan Chamberlain
Alan Chamberlain (* 1. Januar 1943 in Leicester; † September 2021) war ein englischer Snookerschiedsrichter. Von 1983 bis 2010 war er als Profischiedsrichter und danach noch einige Jahre als Funktionär tätig.

## Karriere
Alan Chamberlain legte 1965 erfolgreich seine Schiedsrichterprüfung ab und war lange Zeit im Amateurbereich tätig. Seine erste Partie im Profisnooker leitete er in der Qualifikation zum Classic 1983. Beim Grand Prix 1985 war er erstmals in einer Endrunde vor Kameras am Tisch. Zwei Jahre später war er Schiedsrichter im Finale des Snooker Classic und danach beim Grand Prix 1988. In diesen Jahren stieg er zu einem der besten Schiedsrichter auf und beim Masters 1990 war er erstmals für das Finale eines Triple-Crown-Turniers verantwortlich. Das Masters blieb auch sein wichtigstes Turnier: Insgesamt sieben Mal war er Finalschiedsrichter, vor ihm war nur John Street öfter für das Mastersfinale zuständig gewesen. 1998 leitete er das ausgeglichenste Endspiel der Turniergeschichte, in dem Mark Williams Stephen Hendry erst mit einer „re-spotted black“ im Entscheidungsframe mit 10:9 schlug.
Bereits ein Jahr zuvor bestritt Chamberlain sein einziges Weltmeisterschaftsfinale. 1997 schlug Ken Doherty Stephen Hendry und beendete damit eine fünf Jahre andauernde Siegesserie des Schotten. 1998 und 1999 leitete er zweimal auch das Finale des dritten Triple-Crown-Turniers, der UK Championship.
Sieben Mal war der Engländer zwischen 1988 und 2007 Schiedsrichter, als ein Spieler ein Maximum Break erzielte, was damals der Höchstwert war. Bei der Charity Challenge leitete er die Partie zwischen Stephen Hendry und Ronnie O’Sullivan, bei dem Hendry nicht nur das erste offizielle 147-Punkte-Break in einem Finale erzielte, sondern damit auch die Partie gewann. 2004 leitete er das Qualifikationsspiel zwischen Jamie Burnett und Leo Fernandez, bei dem zum einzigen Mal in der Snookergeschichte ein Spieler mit Hilfe eines „free balls“ mehr als 147 Punkte in einem Break erzielte (Burnett kam auf 148 Punkte).
2010 beendete er nach der WM-Qualifikation mit 67 Jahren seine Karriere als Schiedsrichter der Main Tour, auch wenn er bis 2014 noch der Championship League erhalten blieb. Grund für den Rückzug war seine nachlassende körperliche Fitness nach einer Bypass-Operation zweieinhalb Jahre zuvor. Er äußerte sich aber auch kritisch über die geringe Bezahlung seiner Tätigkeit gemessen am hohen Zeitaufwand.

Chamberlain wurde geschätzt als erfahrener Schiedsrichter, der beruhigend auf die Stimmung bei den Matches einwirken konnte. Er war aber auch bekannt für seine genaue Regelauslegung und konsequenten Entscheidungen, auch wenn sie nicht immer populär waren. 2005 verwarnte er Ronnie O’Sullivan bei der UK Championship, als dieser entgegen den verschärften WPBSA-Regularien einen Frame aufgab, obwohl noch ausreichend Punkte auf dem Tisch waren. Er verzichtete aber nach einer weiteren Provokation des launenhaften Engländers auf eine Eskalation. Beim Nations Cup 2001 ermahnte er Fergal O’Brien wegen dessen langsamer Spielweise, wurde aber hinterher von der Schiedsrichterkommission offiziell gerügt, weil er dies mit der Bemerkung 

„Come on, let's get it finished. Television knocks off at five o'clock.“

„Mach zu, komm zum Ende. Das Fernsehen macht um 5 Uhr Feierabend.“

 getan hatte. Eine kuriose Situation gab es außerdem bei der WM 2009, als Graeme Dott die weiße Kugel mit der Hand stoppte, kurz bevor sie in die Tasche fallen konnte. Sein Gegner Mark Selby dachte, er hätte nun „Ball in Hand“ und legte die Weiße um in die D-Markierung auf dem Tisch. Da die Kugel aber den Tisch nicht verlassen hatte, war sie trotz Dotts Foul weiter im Spiel und Chamberlain musste nun gegen Selby wegen der Berührung mit der Hand auf Foul entscheiden. Dott nutzte die Situation allerdings anschließend nicht aus.
Nach seinem Abschied vom Snookertisch wechselte er in den Vorstand der World Professional Billiards and Snooker Association, dem er vom 6. Oktober 2010 bis 14. Dezember 2016 als Director angehörte. Er war Vorsitzender der Regelkommission. Außerdem stand er World Billiards Limited vor, die sich um die Organisation und Vermarktung von Billardturnieren in der ganzen Welt kümmert. Für einige Turniere war er in dieser Zeit auch als Turnierdirektor verantwortlich. Er begleitete nicht nur den Aufschwung des Snookersports in den frühen 2010er Jahren, sondern machte sich auch um die Förderung des English Billiards verdient.
Mit 73 Jahren zog er sich 2016 aus gesundheitlichen Gründen von seinen Ämtern zurück. Im September 2021 starb er im Alter von 78 Jahren.

## Einsätze als Schiedsrichter
Endspiele bei Triple-Crown-Turnieren
- Snookerweltmeisterschaft: 1997
- UK Championship: 1998, 1999
- Masters: 1990, 1992, 1994, 1996, 1998, 2000, 2003